# 巢鼠
巢鼠（学名：Micromys minutus）为鼠科巢鼠属的动物。其种加词“minutus”意为“小的”。

## 特征
体小，长5－8公分，尾长能缠绕；尾端上面裸露；体背棕黄或棕褐色，腹面为白色或略带有沙黄色。

## 习性
以昆虫、野生植物和种子、嫩枝等为食物；夜间或昼夜活动；通常于草本植物及稻、麦和大豆等作物上营巢，一年生殖1－4次，每次一般产5－8仔。
雜食性。喜食玉米、穀子、大豆、稻穀，也吃漿果、茶籽等。在作物成熟前以吃植物的綠色部分為主．其後則啃食糧食。盜食小麥時先將麥穗咬斷，吃掉一部分，其餘拖入巢內。曾有報導可捕捉蝗蟲、蜻蜓，巢內亦曾發現昆蟲殘片。巢內貯存物有草根、芹菜等多種植物。飼養條件下也吃肉皮和糖水。

## 分布
广泛分布于亚洲和欧洲。巢鼠分布于台灣本島以及中国大陆的广西、西藏、黑龙江、贵州、安徽、云南、陕西、吉林、江苏、广东、辽宁、四川、湖北、福建等地，常见于森林草原及草原的草灌丛。该物种的模式产地在俄罗斯乌里扬诺夫斯克。

## 亚种
- 巢鼠南亚亚种（学名：Micromys minutus erythrotis），Blyth于1855年命名。在中国大陆，分布于广西、西藏、陕西、贵州、安徽、云南、四川、江苏、广东、福建、湖北、等地。该物种的模式产地在阿萨姆卡西山。[2]
- 巢鼠片马亚种（学名：Micromys minutus pianmaensis），Pen et Wang于1981年命名。在中国大陆，分布于云南等地。该物种的模式产地在云南泸水片马。[3]
- 巢鼠川西亚种（学名：Micromys minutus pygmaeus）
- 巢鼠台湾亚种（学名：Micromys minutus takasagoensis），Tokuda于1941年命名。分布于台灣本島。该物种的模式产地在台湾。[4]
- 巢鼠乌苏里亚种（学名：Micromys minutus ussuricus），Barret-Hamilton于1899年命名。在中国大陆，分布于黑龙江、辽宁、吉林等地。该物种的模式产地在西伯利亚乌苏里地区。[5]